# Mainfonds
Mainfonds est une ancienne commune du sud-ouest de la France, située dans le département de la Charente, dans la région Nouvelle-Aquitaine.
Depuis le 1er janvier 2016, elle est devenue une commune déléguée de la commune nouvelle de Val des Vignes.

## Géographie

### Localisation et accès
Mainfonds est une commune du Sud Charente située à 18 km au sud-ouest d'Angoulême et 5 km au nord de Blanzac, chef-lieu de son canton.
Mainfonds est aussi à 8 km de Roullet, 9 km de Mouthiers-sur-Boëme, 11 km de Châteauneuf, 14 km de Barbezieux.
Mainfonds est à mi-chemin entre Blanzac et la route nationale 10 entre Angoulême et Bordeaux qui passe à 4 km au nord-ouest du bourg. La commune est aussi située entre la route de Blanzac à Châteauneuf (la D 10, à l'ouest), celle de Blanzac à Roullet et Angoulême (la D 7, à l'est), et celle de Villebois-Lavalette à Châteauneuf (la D 22, au nord). La D 124 dessert le bourg et la D 107, appelée chemin de la Faye car route de crête, traverse le nord de la commune.

### Hameaux et lieux-dits
La commune compte de nombreux petits hameaux et fermes. Du nord au sud, les hameaux sont chez Maillard, chez de Lhoumeau, la Belle-Jeanne, les Trois Voûtes (en limite avec Étriac), chez Verdeau juste au nord du bourg, chez Moizan, chez Charron, chez Joumier, les Galops, etc.

### Communes limitrophes

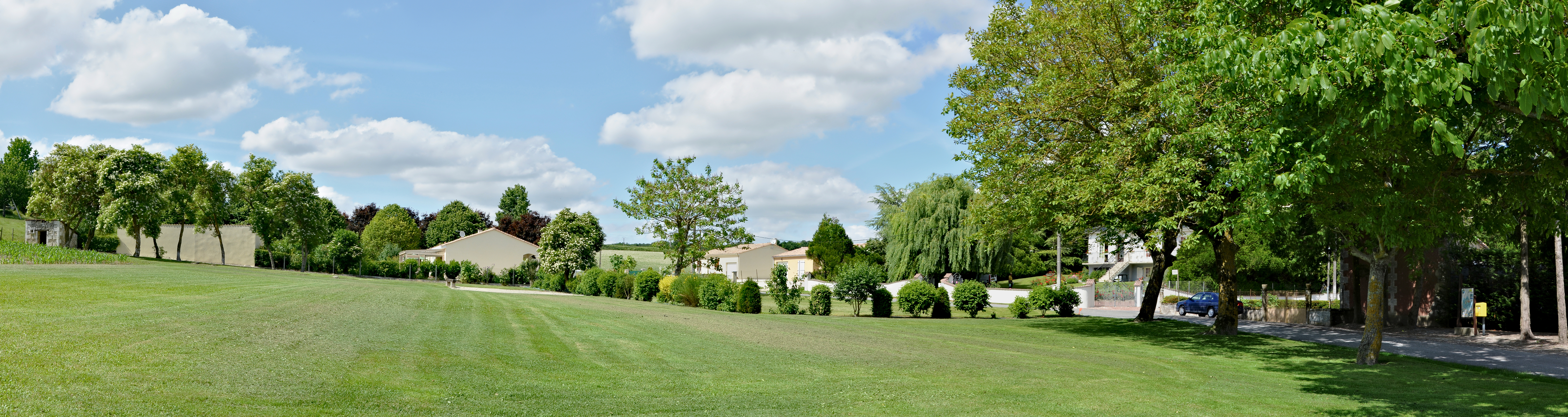
Vue du village au bord de la D 124.

|        | Claix                      |                 |
| Étriac | Mainfonds                  | Champagne-Vigny |
|        | Aubeville (Val des Vignes) |                 |

### Géologie et relief
La commune est située dans les coteaux calcaires du Bassin aquitain datant du Crétacé supérieur, comme toute la moitié sud du département de la Charente.
On trouve le Santonien sur une petite partie nord de la commune. Le reste de la commune est occupé par le Campanien, qui est un calcaire encore plus crayeux. Une cuesta, peu marquée dans la commune et divisée en paliers, passe entre le Santonien supérieur et le Campanien (D 107, chemin de la Faye). Cet escarpement faisant face au nord  s'étend à l'ouest vers Jurignac et le sud de Cognac, et à l'est à Juillaguet, Gurat, Verteillac, etc.
On trouve une petite zone d'argile sableuse du Tertiaire sur un sommet au sud-est de la commune, au Bout-du-Bois. Les fonds de vallées sont occupés par des alluvions du Quaternaire,,.
Cette région vallonnée du Sud Charente s'appelle la Champagne charentaise.
Le point culminant de la commune est à une altitude de 154 m, situé au sud-est de la commune au Bout-du-Bois. Le point le plus bas est à 65 m, situé en limite occidentale le long de l'Écly. Le bourg, construit dans la vallée de l'Écly, est à 85 m d'altitude.

### Hydrographie
La commune est traversée d'est en ouest par l'Écly, affluent du Né et sous-affluent de la Charente, qui prend sa source dans la commune voisine de Plassac-Rouffiac.

### Climat
Comme dans les trois quarts sud et ouest du département, le climat est océanique aquitain.

## Toponymie
Les formes anciennes sont Maingfunt en 1143, Magnofonte en 1299. 
L'étymologie de Mainfonds semble issue du latin magna fons, « la grande source »,. Certains auteurs du XIXe siècle avaient émis l'idée de maints fonts, car aucune des nombreuses sources sont dans les vallons de cette commune ne prévalait,.

## Histoire
L'archéologie aérienne a mis en évidence un enclos et un fossé protohistoriques au Tertre et aux Groies.
Les archives de Mainfonds ont été détruites à deux reprises, au cours des guerres de religion, puis à nouveau durant la Révolution[réf. nécessaire]. La présence de vestiges préhistoriques et antiques et d'une église du XIIe siècle atteste seule de l'ancienneté de Mainfonds.
Dans le sud de la commune se trouve l'ancien logis des Barrières, ancienne seigneurie qui dépendait de la baronnie de Blanzac.

## Politique et administration

### Liste des maires
| Période                                  | Période       | Identité           | Étiquette | Qualité  |
| ---------------------------------------- | ------------- | ------------------ | --------- | -------- |
| Les données manquantes sont à compléter. |               |                    |           |          |
| 1977                                     | 1989          | James Charrier     |           |          |
| 1989                                     | décembre 2015 | Jean-Pierre Barbot | DVD       | retraité |

## Population et société

### Démographie
L'évolution du nombre d'habitants est connue à travers les recensements de la population effectués dans la commune depuis 1793. À partir du 1er janvier 2009, les populations légales des communes sont publiées annuellement dans le cadre d'un recensement qui repose désormais sur une collecte d'information annuelle, concernant successivement tous les territoires communaux au cours d'une période de cinq ans. 
Pour les communes de moins de 10 000 habitants, une enquête de recensement portant sur toute la population est réalisée tous les cinq ans, les populations légales des années intermédiaires étant quant à elles estimées par interpolation ou extrapolation. Pour la commune, le premier recensement exhaustif entrant dans le cadre du nouveau dispositif a été réalisé en 2008,.
En 2013, la commune comptait 226 habitants, en évolution de +34,52 % par rapport à 2008 (Charente : +0,65 %, France hors Mayotte : +2,49 %).
| 1793 | 1800 | 1806 | 1821 | 1831 | 1841 | 1846 | 1851 | 1856 |
| ---- | ---- | ---- | ---- | ---- | ---- | ---- | ---- | ---- |
| 365  | 360  | 354  | 362  | 344  | 417  | 386  | 386  | 403  |

| 1861 | 1866 | 1872 | 1876 | 1881 | 1886 | 1891 | 1896 | 1901 |
| ---- | ---- | ---- | ---- | ---- | ---- | ---- | ---- | ---- |
| 388  | 392  | 386  | 338  | 322  | 298  | 293  | 270  | 271  |

| 1906 | 1911 | 1921 | 1926 | 1931 | 1936 | 1946 | 1954 | 1962 |
| ---- | ---- | ---- | ---- | ---- | ---- | ---- | ---- | ---- |
| 288  | 335  | 250  | 227  | 251  | 244  | 230  | 211  | 196  |

| 1968 | 1975 | 1982 | 1990 | 1999 | 2008 | 2013 | - | - |
| ---- | ---- | ---- | ---- | ---- | ---- | ---- | - | - |
| 199  | 179  | 166  | 171  | 142  | 168  | 226  | - | - |

En 2008, Mainfonds comptait 168 habitants  (soit une augmentation de 18,3 % par rapport à 1999). La commune occupait le 28 768e rang au niveau national, alors qu'elle était au 29 592e en 1999, et le 331e au niveau départemental sur 404 communes.
Le maximum de la population a été atteint en 1841 avec 417 habitants.

### Pyramide des âges
| Hommes | Classe d’âge | Femmes |
| ------ | ------------ | ------ |
| 0,0    | 90 ans ou +  | 1,2    |
| 11,9   | 75 à 89 ans  | 6,0    |
| 13,1   | 60 à 74 ans  | 19,0   |
| 20,2   | 45 à 59 ans  | 15,5   |
| 26,2   | 30 à 44 ans  | 20,2   |
| 13,1   | 15 à 29 ans  | 11,9   |
| 15,5   | 0 à 14 ans   | 26,2   |

| Hommes | Classe d’âge | Femmes |
| ------ | ------------ | ------ |
| 0,5    | 90 ans ou +  | 1,6    |
| 8,2    | 75 à 89 ans  | 11,8   |
| 15,2   | 60 à 74 ans  | 15,8   |
| 22,3   | 45 à 59 ans  | 21,5   |
| 20,0   | 30 à 44 ans  | 19,2   |
| 16,7   | 15 à 29 ans  | 14,7   |
| 17,1   | 0 à 14 ans   | 15,4   |

### Vie locale
Tous les deux ans, Mainfonds accueille pendant cinq jours la Coupe d'Europe des montgolfières, née en 1992 à l'initiative du foyer rural qui voulait donner de l'allure à son repas annuel des cagouilles, ainsi qu'une manche de la Coupe du monde des dames. Cette manifestation déplace environ 20 000 personnes et 80 aéropostiers. Elle se termine le premier dimanche d'août par un grand meeting aérien.

## Économie

### Agriculture
La viticulture occupe une partie de l'activité agricole. La commune est classée dans les Fins Bois, dans la zone d'appellation d'origine contrôlée du cognac.

## Culture locale et patrimoine

### Lieux et monuments

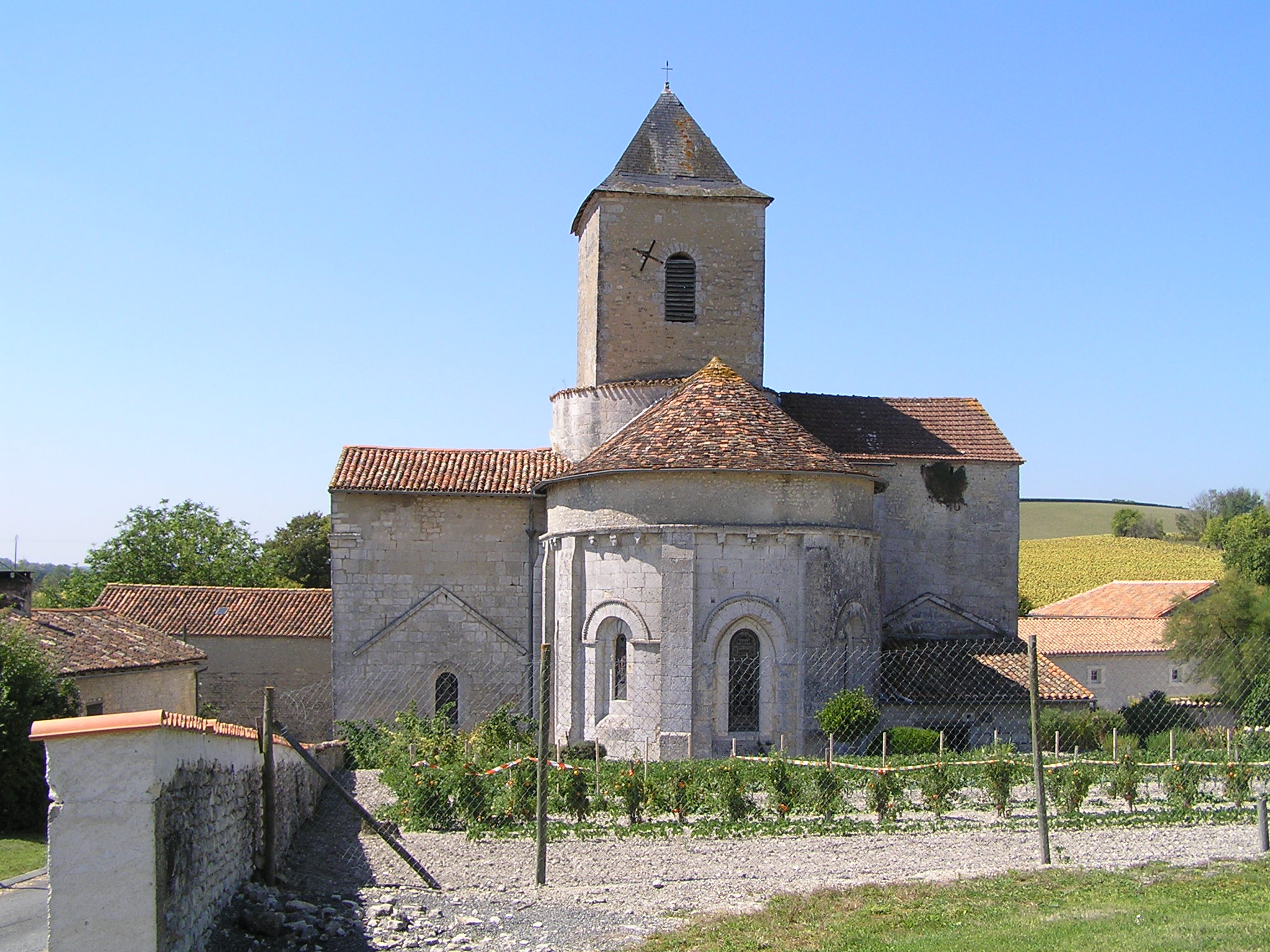
L'église Saint-Médard.

L'église paroissiale Saint-Médard, du XIIe siècle, en forme de croix grecque par raccourcissement de la nef, est inscrite monument historique depuis 1926.
Le Logis des Barrières date du XVIIe siècle.
La vallée de l'Écly et le site de Chez Charron font partie du patrimoine environnemental.